# Zhao Yingying
Zhao Yingying (chiń. 赵莹莹; ur. 15 lutego 1986) – chińska lekkoatletka, specjalizująca się w skoku o tyczce.

## Osiągnięcia
- złoto mistrzostw Azji juniorów (Ipoh 2004)
- srebrny medal mistrzostw świata juniorów (Grosseto 2004)
- brąz igrzysk azjatyckich (Doha 2006)

W 2004 Yingying reprezentowała Chiny podczas igrzysk olimpijskich w Atenach. 11. lokata w swojej grupie eliminacyjnej nie dała jej awansu do finału.

## Rekordy życiowe
- skok o tyczce (stadion) - 4.40 m (2004 & 2005 & 2006)
- skok o tyczce (hala) - 4.45 (2005)